# Nicole Razavi

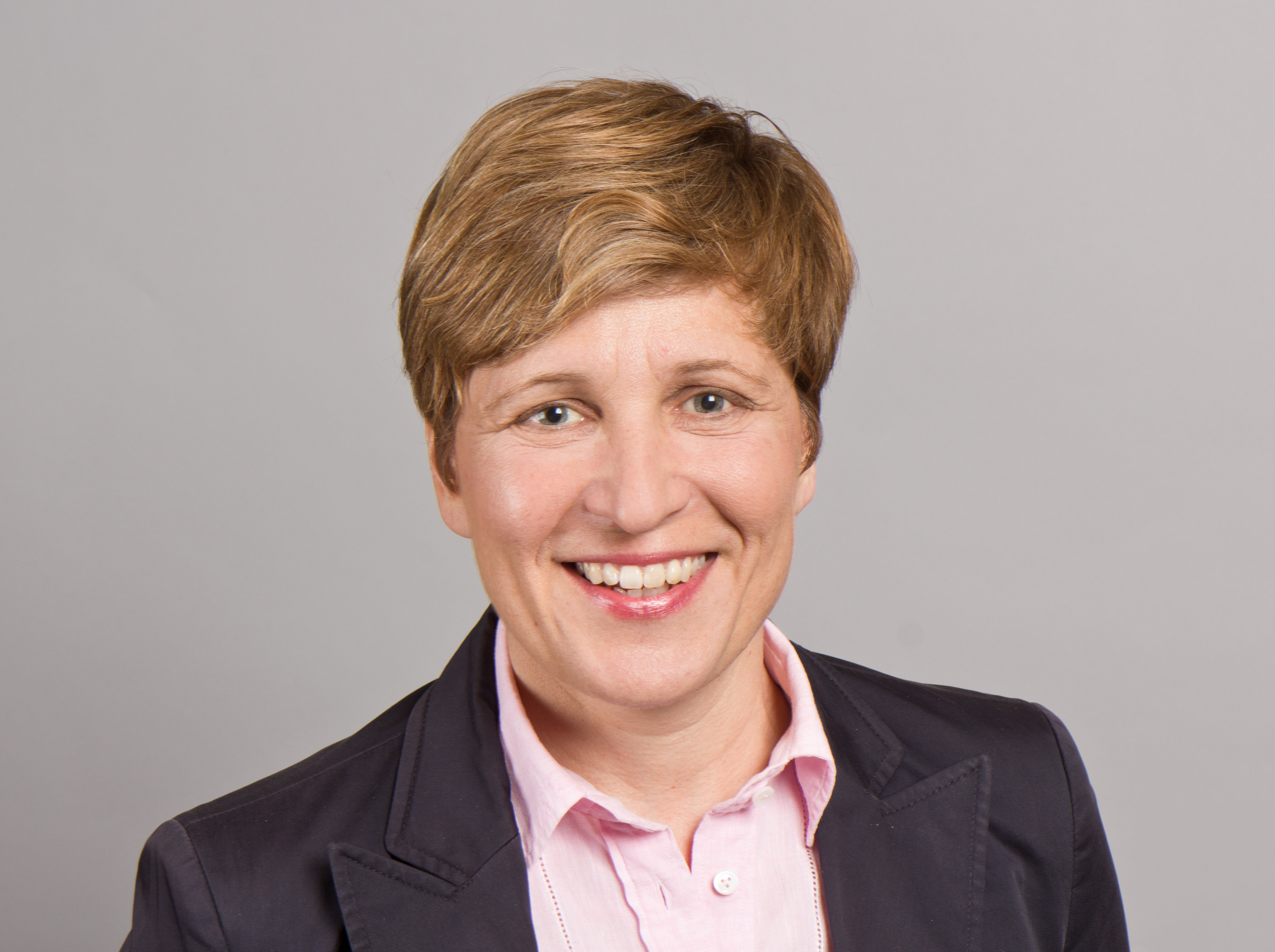
Nicole Razavi, 2013

 Nicole Razavi (* 20. Mai 1965 in Hongkong) ist eine baden-württembergische Politikerin der CDU. Sie ist seit 2006 Mitglied des Landtags von Baden-Württemberg. Seit Mai 2021 ist sie baden-württembergische Ministerin für Landesentwicklung und Wohnen.

## Leben und Beruf
Nicole Razavi besuchte in Ebersbach an der Fils das Gymnasium und legte dort ihr Abitur ab. Es folgte ein Studium der Anglistik, Politologie und Sportwissenschaft in Tübingen und Oxford. 1991 legte sie das erste und 1993 das zweite Staatsexamen ab.
Nach dem Studium arbeitete sie von 1993 bis 1995 als Assessorin und Studienrätin am Wirtschaftsgymnasium in Stuttgart-Feuerbach. Sie übernahm danach von 1995 bis 2001 die Leitung der Presse- und Marketingabteilung der Nahverkehrsgesellschaft Baden-Württemberg. Von 2001 bis 2004 arbeitete sie als persönliche Referentin des Staatssekretärs im Ministerium für Umwelt und Verkehr Baden-Württemberg. Von 2004 bis 2005 war sie Leiterin des Ministerbüros. Mit dem Landtag von Baden-Württemberg hatte sie durch die Arbeit von 2005 bis April 2006 als Leiterin des Büros des Vorsitzenden der CDU-Landtagsfraktion Stefan Mappus bereits Kontakt.
Razavi ist katholischer Konfession.

## Politik

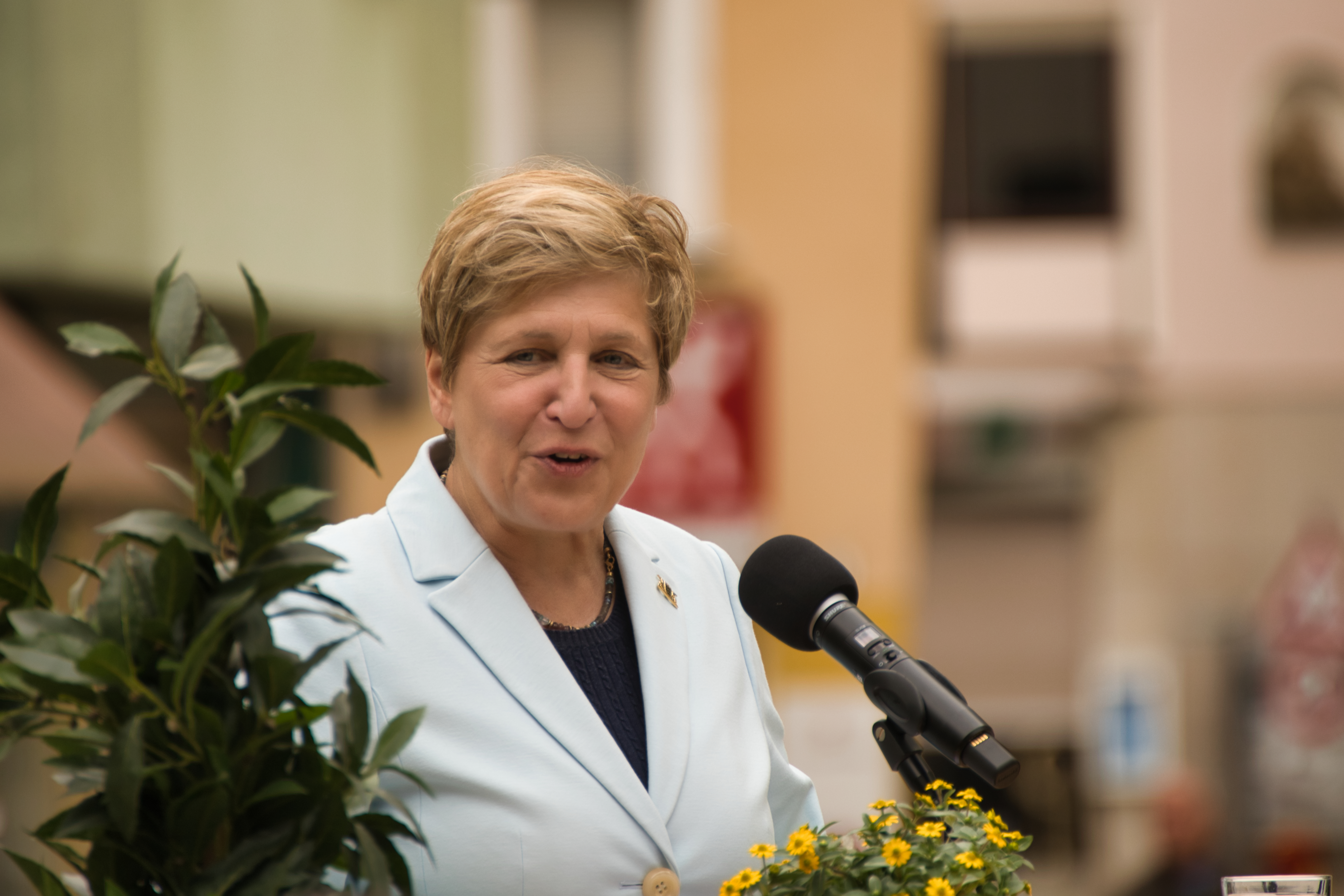
Nicole Razavi spricht zur Einweihung des neu gestalteten Gänsmarktareals in Bad Mergentheim, 2025.

Nicole Razavi war von 1997 bis 2019 Vorsitzende des CDU-Kreisverbandes Göppingen und ist seit 2011 Mitglied im Landesvorstand der CDU Baden-Württemberg.
Seit dem 13. April 2006 sitzt Nicole Razavi im Landtag von Baden-Württemberg, in den sie über den Wahlkreis Geislingen bei den Landtagswahlen 2006, 2011, 2016 und 2021 gewählt wurde. Dort saß sie für ihre Fraktion als Mitglied im Petitionsausschuss und Innenausschuss. Außerdem war sie verkehrspolitische Sprecherin. Innerhalb der Fraktion war sie stellvertretende Vorsitzende des Arbeitskreises Innenpolitik. Sie gewann stets das Direktmandat ihres Wahlkreises.
Nicole Razavi ist Befürworterin von Stuttgart 21. Im Vorfeld der Volksabstimmung über das Projekt warf sie Landesverkehrsminister Winfried Hermann vor, durch böswillige Unterstellungen und falsche Zahlen und Fakten Stuttgart 21 verhindern zu wollen. Einige Monate nach der Volksabstimmung ergaben sich jedoch tatsächlich Kostensteigerungen in Milliardenhöhe.
Seit Mai 2021 ist sie im Kabinett Kretschmann III baden-württembergische Ministerin für Landesentwicklung und Wohnen.

## Nebentätigkeiten
Neben ihrer parteipolitischen Arbeit ist sie Präsidentin des Turngaus Staufen e. V. Zudem ist sie stellvertretendes Mitglied des Verwaltungsrats der Kreissparkasse Göppingen und des Beirats des Alb-Elektrizitätswerks Geislingen-Steige eG. Seit 2021 ist sie gewählte Vorsitzende des Kuratoriums der Denkmalstiftung Baden-Württemberg, da die Mitgliedschaft satzungsgemäß aus dem baden-württembergischen Ministerium besetzt wird, das als Oberste Denkmalschutzbehörde fungiert.
Sie gehört dem Council (Beraterkreis) der Sweco GmbH in Bremen (früher Grontmij GmbH) an. Das Unternehmen ist ein Ingenieur-Dienstleister, der auch bei Stuttgart 21 beteiligt ist.